# Tlepolemos (Satrap)
Tlepolemos (altgriechisch Τληπόλεμος Tlēpólemos), Sohn des Pythophanes, war ein Offizier und hetairos (Gefährte) Alexanders des Großen.
Er wurde 330 v. Chr. von Alexander zum ἐπίσκοπος epískopos, deutsch ‚Aufseher‘ von Amminapes, des Satrapen von Parthien und Hyrkanien, ernannt. Nach seiner Rückkehr aus Indien bestellte Alexander Tlepolemos 325 v. Chr. als Nachfolger des Sibyrtios zum Satrapen von Karmanien. In dieser Provinz wurde Tlepolemos sowohl in der Reichsordnung von Babylon 323 v. Chr. als auch auf der Konferenz von Triparadeisos 320 v. Chr. bestätigt. Tlepolemos schloss sich Eumenes von Kardia im Kampf gegen Antigonos I. Monophthalmos an und kommandierte in der gegen diesen ausgefochtenen unentschiedenen Schlacht von Paraitakene 800 Reiter auf dem rechten Flügel des Eumenes. Antigonos blieb jedoch nach der Schlacht von Gabiene 316 v. Chr. siegreich. Dennoch wurde Tlepolemos aufgrund seiner Beliebtheit bei der einheimischen Bevölkerung Karmaniens auch nach dem Machtwechsel zu Antigonos Monophthalmos nicht abgesetzt. Über sein Ende ist nichts bekannt.